# W. Chrystie Miller
W. Chrystie Miller, nascido William Christy Miller (10 de agosto de 1843 – 23 de setembro de 1922) foi um ator de cinema norte-americano. Ele atuou em 139 filmes entre 1908 e 1914.

## Filmografia selecionada
- Judith of Bethulia (1914)
- The Battle at Elderbush Gulch (1913)
- A Timely Interception (1913)
- Just Gold (1913)
- The Unwelcome Guest (1913)
- A Girl's Stratagem (1913)
- A Misappropriated Turkey (1913)
- An Adventure in the Autumn Woods (1913)
- Pirate Gold (1913)
- A Sailor's Heart (1912)
- The Informer (1912
- My Baby (1912)
- The Chief's Blanket (1912)
- Two Daughters of Eve (1912)
- Blind Love (1912)
- A Change of Spirit (1912)
- The Spirit Awakened (1912)
- A Temporary Truce (1912)
- An Outcast Among Outcasts (1912)
- The Goddess of Sagebrush Gulch (1912)
- Under Burning Skies (1912)
- The Old Bookkeeper (1912)
- The Battle (1911)
- The Blind Princess and the Poet (1911)
- The Last Drop of Water (1911)
- The Smile of a Child (1911)
- The White Rose of the Wilds (1911)
- The New Dress (1911)
- The Lonedale Operator (1911)
- Was He a Coward? (1911)
- The Lily of the Tenements (1911)
- What Shall We Do with Our Old? (1911)
- His Trust (1911)
- In the Border States (1910)
- Ramona (1910)
- The Two Brothers (1910)
- The Rocky Road (1910)
- Wilful Peggy (1910)
- The Day After (1909
- To Save Her Soul (1909)
- In Little Italy (1909)
- A Trap for Santa Claus (1909)
- A Corner in Wheat (1909)
- The Red Man's View (1909)
- The Zulu's Heart (1908)